# Mjölkasten
Mjölkasten este o arie protejată (sit de importanță comunitară — SCI) din Finlanda întinsă pe o suprafață de 3 ha, integral pe uscat.

## Localizare
Centrul sitului Mjölkasten este situat la coordonatele 60°23′40″N 19°41′37″E / 60.39452°N 19.69374°E.

## Înființare
Situl Mjölkasten a fost declarat sit de importanță comunitară în octombrie 2020 pentru a proteja un număr necunoscut de specii din flora spontană și fauna sălbatică aflate în arealul zonei.

## Biodiversitate
Situată în ecoregiunea boreală, aria protejată conține 5 habitate naturale: Taiga vestică, Litoraluri nisipoase din Baltica boreală cu vegetație perenă, Vegetație perenă pe țărmurile stâncoase, Păduri naturale în etape succesive primare ale suprafețelor emergente de coastă, Păduri fino-scandinave bogate în ierburi cu Picea abies.
La baza desemnării sitului se află un număr nedeclarat de specii protejate.